# Pseudosmodingium virletii
Pseudosmodingium virletii är en sumakväxtart som först beskrevs av Henri Ernest Baillon, och fick sitt nu gällande namn av Adolf Engler. Pseudosmodingium virletii ingår i släktet Pseudosmodingium och familjen sumakväxter. Inga underarter finns listade i Catalogue of Life.